# Пашинин, Михаил Михайлович
Михаил Михайлович Пашинин (1902—1973) — советский конструктор авиационной и ракетной техники.
С 1960 года преемник С. А. Лавочкина во главе ОКБ-301, с 1961 года — генеральный конструктор. До и сразу после Великой Отечественной войны главный конструктор ряда советских авиазаводов. Во время войны — торговый представитель в Лондоне.

## Биография
C 1924 года служил в Красной армии. Поступил в Московский авиационный институт (МАИ), который окончил в 1933 году.

### ОКБ-1 МАИ
Авиаконструктор Д. П. Григорович после амнистии в 1931 году, работал над военными заказами и стал завкафедрой конструкции и проектирования самолётов. В 1933 году набрал студентов в проектный коллектив, названный Опытное конструкторское бюро № 1 (ОКБ-1 МАИ). Для проекта цельностального самолёта, который соперничал бы с уже полетевшим в том году АНТ-25 «Рекорд дальности». Возглавил ОКБ студент П. Д. Грушин, который младше Пашинина на четыре года, но окончил институт на год раньше. Отобран и Пашинин, которому предстояла защита диплома. Пашинин и Грушин всю жизнь взаимодействовали. Самолёт этого ОКБ «Сталь-МАИ им. Якова Алксниса» построен и успешно испытан в сентябре 1934 года. В пятом испытательном полёте из-за оплошности опытного испытателя во время разбега случилась поломка. Самолёт вяло ремонтировали год, а после забросили.

### Авиазавод №1
Д. П. Григорович с группой из 25—30 конструкторов, летом 1935 года вернулся на московском Государственном авиазавод № 1, где до ареста в 1928 году он был главным конструктором. А Пашинин стал ведущим конструктором группы завода под руководством Григоровича.
Группа перерабатывала истребитель ДГ-52 в укороченный и облегченный ДГ-53. В начале 1936 года разработали и начали изготавливать ДГ-54 (ИП-2) под лицензионный рядный V-образный мотор М-100А с пушкой в развале цилиндров. Группу перевели на московский завод опытных конструкций № 156 (ЗОК ЦАГИ), а изготовление ИП-2 на завод № 135 в Харькове, где летом 1938 года проект отменили, очевидно, из-за тяжёлой болезни Григоровича. А Пашинина переводят на завод № 21. Вероятное участие Григоровича в похожем проекте истребителя Пашинина пока не установлено.

### Авиазавод № 21
После ареста командующего ВВС Я. И. Алксниса осенью 1937 года (расстрелян) Михаил Моисеевич Каганович становится наркомом НКОП (а с 1939 года —  и НКАП). Он родной брат наркома НКТП Лазаря Моисеевича и первого секретаря горьковского обкома Юлия Моисеевича. Новый нарком решает сменить направление крупного серийного завода истребительного главка № 21 в Горьком. В начале 1938 года Пашинина переводят главой опытного конструкторского бюро (ОКБ-21) этого завода, где главным конструктором завода числился Н. Н. Поликарпов, а его представителем на этом и ещё нескольких серийных заводах — М. К. Янгель.
Поликарпов с 1936 года совмещал должности главного конструктора ОКБ трёх авиазаводов: № 84 (Химки, опытная база КБ Поликарпова), № 1 (Москва) и № 21 (Горький). В декабре 1937 года его конструкторов из Химок переводят на опытный завод ЗОК ЦАГИ, поручив Поликарпову крупнейшее в стране КБ этого завода взамен арестованных той осенью А. Н. Туполева и В. М. Петлякова. Как выразился М. М. Каганович: «для искоренения туполевщины и петляковщины».
С начала мая по август 1938 года М. М. Пашинин был главным конструктором завода, а после — только его ОКБ. Осенью 1938 года завод № 21 избавили от поддержанного ещё Алкснисом проекта истребителя А. А. Боровкова и И. Ф. Флорова И-207 и самолёта-разведчика Поликарпова для соревнования проектов под девизом «Иванов», которое выиграл проект КБ Сухого ББ-1 (далее Су-2). Завод остался ведущим серийным предприятием для истребителей Поликарпова И-16, с заменой на И-180 (значительное развитие И-16 с новым двухрядным звездообразным мотором французского семейства Gnome et Rhône 14K Mistral Major).
Истребитель И-21

Весьма приблизительное изображение истребителя Пашинина И-21 (третий), со стреловидными консолями крыла, конец 1940 года.

В сентябре 1939 года в ОКБ завода М. М. Пашинин предлагает проект пушечного истребителя И-21 (или ИП-21 — истребитель пушечный завода № 21; то есть 21-й серийный тип этого завода) под новые V-образные моторы водяного охлаждения на основе французского Hispano-Suiza 12Y, которые внедрялись тогда КБ В. Я. Климова на заводе № 26 в Рыбинске. Представляя проектное предложение комиссии НКАП, Пашинин подчеркнул, что опирается на технологию И-16 и общие с ним узлы. Однако предложено крыло более сложного в производстве и необычного тогда скоростного симметричного аэродинамического профиля NACA 0012-64, переходящего к концу в ещё более тонкий несимметричный NACA 23009. Конструктивно простой однорядный звездообразный мотор И-16 сменил мотор с развитой системой водяного охлаждения. Проект истребителя одобрен НКАП в декабре 1939 года.
Ещё в декабре 1937 года проект И-164-2 (или И-16 4-2) Поликарпова использован для истребителя И-220 конструктора А. В. Сильванского, 22-летнего зятя нового главы НКОП Кагановича, во вновь созданном в Новосибирске для внезапно умершего Д. П. Григоровича КБ авиазавода № 153. И-220 начал лётные испытания лишь в начале 1940 года. История проекта обросла историческими анекдотами, но и его, разумеется, надзирали комиссии комиссариатов.
6 ноября 1939 года, по предложению директора завода № 1 П. А. Воронина, НКОП надолго командировал Поликарпова знакомиться с авиапромышленностью Германии. Тем временем на совещании НКАП 16 января, по предложению того же Воронина, из состава ОКБ Поликарпова выделен конструкторский отдел из 70 конструкторов для разработки истребителя по проекту И-61 Поликарпова и Тетивкина. Отдел возглавили А. И. Микоян (младший брат министра внешней торговли Анастаса) и М. И. Гуревич (учился на авиаконструктора в Тулузе одновременно с М. Дассо, закупал с Ворониным лицензию на DC-3 в США; внедрял Ли-2; возглавил бригаду общих видов ОКБ Поликарпова на заводе № 1). Следующий директор авиазавода № 1 П. В. Дементьев вспоминал слова Поликарпова о его жалобе в НКАП по возвращении из Германии: «Я писал Кагановичу, а его уже нет. У нас некому жаловаться. В Германии можно жаловаться Герингу, а у нас некому!». Так начат проект МиГ-1 (И-200) и история знаменитой в мире фирмы МиГ. Консультировать проект Микояна Поликарпов отказался, продолжив строить свой похожий проект истребителя под тот же мотор — ИТП.
| Номер авиазавода и главный конструктор | Рук- ли             | Конст- ры           | Проч.               | всего               |
| -------------------------------------- | ------------------- | ------------------- | ------------------- | ------------------- |
| № 1 Поликарпов                         | 20                  | 227                 | 111                 | 358                 |
| № 21 Пашинин                           | 3                   | 31                  | 26                  | 60                  |
| № 22 Архангельский                     | 4                   | 113                 | 45                  | 162                 |
| № 23 Дубровин                          | 4                   | 35                  | 11                  | 50                  |
| № 39 Ильюшин                           | 4                   | 90                  | 67                  | 181                 |
| № 81 Яценко                            | 5                   | 32                  | 6                   | 43                  |
| № 84 Болховитинов                      | 4                   | 96                  | 20                  | 120                 |
| № 84 Сеньков                           | 3                   | 77                  | 46                  | 126                 |
| № 115 Яковлев                          | 4                   | 45                  | 10                  | 59                  |
| № 124 Незваль                          | 4                   | 115                 | 28                  | 147                 |
| № 207 Боровков                         | 5                   | 62                  | 32                  | 69                  |
| ЦАГИ Бисноват                          | 3                   | 51                  | 50                  | 84                  |
| ЗОК Сухой                              | 2                   | 89                  | 33                  | 124                 |
| ЗОК Беляев                             | 3                   | 115                 | 38                  | 156                 |
| ЗОК Кочеригин                          | 2                   | 44                  | 30                  | 76                  |
| ЗОК Братухин                           | 1                   | 23                  | 15                  | 39                  |
| ЗОК Тюрин                              | 2                   | 22                  | 23                  | 47                  |
| ЗОК, всего                             | 10                  | 293                 | 139                 | 442                 |
| всего                                  | 73                  | 1267                | 591                 | 1901                |
| данные С. Тихонова                     | данные И. Родионова | данные И. Родионова | данные И. Родионова | данные И. Родионова |

В январе 1940 года все трое братьев Кагановичей попадают в опалу. Снимают с понижением М. М. Кагановича, НКОП упраздняют, а в НКАП вместо него Сталин назначает А. И. Шахурина, который до того сменил третьего из братьев — Юлия в горьковском обкоме. Шахурин взял директора авиазавода № 1 П. А. Воронина в заместители, руководить серийным производством и истребительным главком НКАП. 3 января 1940 года новое руководство НКАП постановило построить истребители по проекту Пашинина. 10 января новый директор авиазавода № 21 В. П. Воронин (однофамилец П. А.) приказал изготовить три опытных самолёта и один планер для наземных прочностных испытаний. 11 января заместителем наркома авиапромышленности по новой технике Сталин назначает А. С. Яковлева, который моложе 38-летнего Пашинина на четыре года. В марте комиссия НКАП рассмотрела макет И-21:

Обязать НКАП и конструктора Пашинина построить опытный одномоторный истребитель под мотор М-105П.
— Постановление Комитета Обороны 4 апреля 1940 года
В проекте Пашинина заняли 50 конструкторов, под И-21 отдали опытный цех и лучших мастеров, когда завод осваивал производство И-180 и И-16 тип 29 Поликарпова, что привело к конфликту и, вероятно, неудаче внедрения И-180.
1. Руководители завода отмечали сложность использованных в И-180 технологий, что было очевидной целью Поликарпова: перейти на новый уровень технологий, не ограничиваясь как прежде обновлением мотора и вооружения.
2. Оба построенных И-180 разбиты. Погибли именитые лётчики Чкалов и Сузи. В 1939 году построили третий и четвёртый И-180 для завершения испытаний, ещё один «эталон» и 8 «серийных» — всего 13, но лишь к началу 1941 года.
3. В 1940 году завод освоил производство И-16 тип 29 с мотором М-63. Собирали их в три смены, что задерживало опытные работы, конечно. Хотя руководство НКАП на самом высоком уровне утвердило приоритет И-180, для чего создали две комиссии.[7]

Недостаточное внимание к машине 25 [И-180 на заводе называли «тип 25»] со стороны руководства завода. Лучших мастеров с машины сняли и перевели на И-21. На рабочих участках И-180 Воронин почти не бывает, тогда как ежедневно по нескольку раз приходит на машину И-21…
Общее состояние работ по И-180 не улучшилось…
При анализе причин плохого качества монтажа выявлено, что квалифицированных работников, собирающих и руководящих сборкой этих машин, недостаточно. Всех хороших мастеров — тт. Привалова, Козионова сняли и перевели на 21 машину [И-21]. Тов. Ракадов работает на 29 машине [И-16 тип 29]. Старых опытных мастеров на машине почти нет, рабочий состав в большинстве молодой, незнакомый не только с машиной 25 [И-180], но даже и 18—24 [И-16 тип 18 и 24]… с 10 августа уже прикрепили хорошего мастера т. Ракадова и обещают т. Козионова. Лучшим руководителем участка был бы т. Привалов, но директор дать категорически отказался.
Бумажных и словесных мероприятий со стороны дирекции принято много, но конкретного и живого руководства до сих пор не принято…
— Из докладов старшего военпреда завода Белоусова в августе 1940 года
Первый И-21 Пашинина построен в июне 1940 года. Испытатель П. В. Фокин впервые взлетел на нём 11 июля. 18 августа он совершил показательный полёт в День авиации в Москве.
| Завод | Конструктор  | Проект      | Полёт | шт.  | Мотор   |
| --- | ------------ | ----------- | ----- | ---- | ------- |
| № 21 | Поликарпов   | И-180       | 1938  | 13   | М-88    |
| № 1 | Яковлев      | И-29        | 1939  | 2    | М-105×2 |
| № 1 | Поликарпов   | И-190       | 1939  | 2    | М-88    |
| № 81 | Яценко       | И-28        | 1939  | 7    | М-87    |
| № 207 | Боровков     | И-207/4     | 1939  | 1    | М-63    |
| № 153 | Сильванский  | И-220       | 1939  | 1    | М-88    |
| № 39 | Яковлев      | Як-1        | 1940  | 8734 | М-105   |
| № 21 | Поликарпов   | И-16 тип 29 | 1940  | 650  | М-63    |
| № 499 | Москалёв     | САМ-13      | 1940  | 2    | МВ-6×2  |
| № 1 | Микоян       | МиГ-1       | 1940  | 3000 | АМ-35   |
| № 21 | Горбунов     | ЛаГГ-1      | 1940  | 6528 | М-105   |
| № 21 | Пашинин      | И-21        | 1940  | 3    | М-105   |
| № 135 | Сухой        | И-135       | 1940  | 2    | М-105   |
| ЗОК | Шевченко     | ИС          | 1940  | 4    | М-63    |
| ЗОК | Бисноват     | СК-2        | 1940  | 1    | М-105   |
| № 84 | Болховитинов | И (из С)    | 1940  | 0    | М-107×2 |
| № 43 | Таиров       | ОКО-6       | 1940  | 2    | М-88×2  |
| № 1 | Микоян       | ДИС-200     | 1941  | 2    | АМ-37×2 |
| № 51 | Поликарпов   | И-185       | 1941  | 5    | М-71    |
| № 135 | Сухой        | Су-6 (ОБШ)  | 1941  | 2    | М-71    |
| № 301 | Яковлев      | И-30        | 1941  | 2    | М-105   |
| ЗОК | Беляев       | ЭОИ         | —     | 1    | М-105   |
| ЗОК | Бакшаев      | РК-И        | —     | 1    | М-105   |
| ЗОК | Томашевич    | И-110       | 1942  | 1    | М-107   |
| № 51 | Поликарпов   | ИТП         | 1942  | 2    | М-107   |
| № 301 | Гудков       | Гу-1        | 1943  | 1    | АМ-37   |
| № 135 | Грушин       | ИДС         | —     | 1    | АМ-37×2 |
| 27 строившихся проектов (5 тяжёлых; 4 серийных; 3 не летали; 6 двухмоторных; бипланы И-190 и И-207; 2 с изменяемой геометрией крыла; 11 с моторами воздушного охлаждения выделены жирным. |              |             |       |      |         |

2 октября 1940 года приказ НКАП № 521: авиазаводу № 1 перейти на производство ДИС-200 (дальний истребитель сопровождения нового КБ МиГ), а производство И-200 (прообраз МиГ-3) перенести на завод № 21. Но конструктор Микоян воспротивился решению, рассчитывая на лучший завод № 1. То есть будущее И-180 уже не рассматривалось. Заводской проект И-21 стал соперником И-200 Микояна и И-301 Горбунова. 8 октября 1940 года полетел второй опытный И-21… А 10 октября приказом НКАП № 623сс ОКБ и опытное производство авиазавода № 21 передавалось конструктору С. А. Лавочкину.
Под руководством конструктора В. П. Горбунова, бывшего начальника 4-го (агрегатного) отдела Первого (самолётного) управления НКАП, брата ставшего в СССР легендой С. П. Горбунова, на авиазаводе № 301 в ОКБ-301 разработан истребитель И-301 (ЛаГГ). В ОКБ-301 перешла часть работников ОКБ-153 Сильванского из Новосибирска. И-301 полетел 28 марта 1940 года, на полтора месяца раньше И-21, но в августе И-301 разбит при посадке. Второй И-301 и второй И-21 полетели в октябре. Горбунов переведён на авиазавод № 31 в Таганроге для внедрения своего проекта. Соразработчик Лавочкин — на авиазавод № 23 в Ленинграде. Часть конструкторов перешла из ОКБ-301 в ОКБ-21, а вскоре туда назначают Лавочкина. Завод № 21 становится головным для И-301. Главным конструктором на небольшом авиазаводе № 301 оставлен М. И. Гудков, третий в аббревиатуре ЛаГГ (Лавочкин, Горбунов, Гудков; название утверждено в декабре 1940 года).
Доля деревянных частей планера ЛаГГ больше И-16 тип 29 и И-21, который проектировали для местного производства. С началом мировой войны цены на импортный алюминиевый прокат в Европе взвинтились, а после Финской войны конца 1939 года импорт проката в СССР почти прекратился. Руководство НКАП дало задание Горбунову на деревянный истребитель. Образцы новых деревянных истребителей взяты, например, во Франции, где приобрели лицензию на производство Caudron CR.713 до разрыва с Францией из-за пакта с Германией и начала войны в Европе. Синтетическую смолу для применённой в ЛаГГ дельта-древесины закупали в Германии (её импорт задержан по неясным тогда причинам весной 1941 года). Важнейшим показателем руководство авиапрома называло валовое производство истребителей. Оценка числа самолётов в воюющих странах кратно завышалась. Готовность ВВС этих стран использовать столько самолётов, как правило, не обсуждалась.
С приходом на завод № 21 Лавочкина в подчинении Пашинина оставлено 20 человек для работ над третьим образцом И-21 по значительно переработанному проекту. Немало, если сравнить численность ОКБ тех лет (см. табл. 1). Заводу и его КБ поручили разработать и построить ещё один проект: самолёт первоначального обучения УПО-2, предложенный конструктором Смолиным. Группа Пашинина справилась быстрее: для выполнения новых требований ВВС к продольной устойчивости, которые коснулись всех новых проектов, слишком заднюю по старым требованиям центровку исправили стреловидностью консолей крыла и переносом маслорадиатора из центроплана вперёд под капот двигателя. Механизацию крыла и оперение увеличили. Законцовки крыла изменили на прямоугольные — обтекаемые и современные. Выхлопные патрубки поместили в коллекторы. Хвостовое колесо сделали убираемым.
14 декабря 1940 года на совещании первого отдела 7-го (истребительного) Главного управления НКАП проект решили исключить из плана, хотя переработанный И-21 полетел. Провели его ускоренные заводские испытания и передали в недавно созданный ЛИИ НКАП для испытаний с 1 марта до 26 мая 1941 года, раньше ЛаГГ.

Предъявленный самолет И-21, вследствие его недоведённости и наличия в серийной постройке образцов с аналогичными лётно-тактическими данными, передавать на госиспытания нецелесообразно.
— Заключение отчёта по испытаниям И-21 6 июня 1941 года
Во время войны третий И-21 использовали в ПВО Москвы.
Так вышло, что начинание Пашинина отложило эволюцию И-16 в И-180, завершение выпуска И-16 на нескольких заводах, головным предприятием которых был завод № 21. За эти два года не сумели внедрить ни один проект истребителя с выпускаемыми и лучше доведёнными звездообразными моторами с воздушным охлаждением. Эти моторы могли устанавливаться только на ближний бомбардировщик Су-2 истребительного главка НКАП, но и с его внедрением возникли трудности, а завод в Харькове с началом войны оккупировали. Выпущенные моторы М-82 ждали нового проекта, который делали уже во время войны и эвакуаций.
И-21 оказался среди многих десятков бесплодных опытных проектов истребителей, которые строились истребительным главком за полтора года с начала новой войны в Европе до нападения Германии на СССР (см. табл. 2).
Ведущий авиазавод № 21 в три смены выпускал И-16 до весны 1941 года, и до начала 1942 года на других заводах, когда, например, МиГ-3 не смогли выпускать из-за приблизившегося к заводу № 1 врагу. Як и ЛаГГ решили внедрять сразу на многих заводах, потому лишь часть заводов потеряна в 1941 году (см. табл. 3). Но ни один новый проект не успел к лету 1941 года стать зрелым. Спустя два месяца войны в августе 1941, до начала ленд-лиза США, в СССР осваивали изношенные Hurricane под руководством британских лётчиков, чтобы отстоять страну, которую, по большей части, обороняли на И-16 завода № 21. Прообраз И-16 полетел в 1933 году.

### Авиазавод № 464
25 декабря 1940 года Пашинин назначен главным конструктором строящегося в Риге авиазавода № 464 НКАП. Оформлено приказом НКАП № 28сс 17 января 1941 года о переводе с авиазавода № 21 «для организации КО [конструкторского отдела] при заводе № 464», ему в подчинение перевели и 20 конструкторов авиазавода № 21 для внедрения в серийное производство самолёта УТИ-26 Яковлева (см. табл. 3).

### Авиазавод № 122
Эвакуация авиазавода № 464 и его ОКБ на площадку авиазавода № 122 в Куйбышеве, строительство которого началось незадолго до войны в 1941 году. В июле 1941 года Пашинин стал начальником СКБ (серийного КБ) завода.
| №                        | Город                    | Главный конст-р          | Серийн. проект         | Г. пуска (план)     | Занято, чел.     | Площ., тыс. м²   | М/р стан- ки, шт. | Смета, млн руб.  |
| ------------------------ | ------------------------ | ------------------------ | ---------------------- | ------------------- | ---------------- | ---------------- | ----------------- | ---------------- |
| 1                        | Москва                   | Микоян                   | МиГ-3                  | 1910                | 13059            | 152              | 1363              | 143              |
| 23                       | Ленинград                | Антонов                  | ЛаГГ-3                 | 1912                | 3206             | 50               | 472               | 70               |
| 31                       | Таганрог                 | Бериев                   | ЛаГГ-3                 | 1916                | 5658             | 105              | 648               | 89               |
| 47                       | Ленинград                | Яковлев                  | Як-1                   | 1916                | 1026             | 21               | 184               | 25               |
| 135                      | Харьков                  | Грушин                   | Су-2                   | 1926                | 2295             | 58               | 506               | 60               |
| 21                       | Горький                  | Лавочкин                 | ЛаГГ-3                 | 1932                | 11752            | 112              | 888               | 126              |
| 81                       | Москва                   | Яковлев                  | И-30                   | 1932                | 4658             | 53               | 482               | 84               |
| 207                      | Москва                   | Боровков                 | Су-2                   | 1932                | 1515             | 36               | 220               | 94               |
| 153                      | Новосибирск              | Сильванский              | ЛаГГ-3                 | 1936                | 4522             | 80               | 580               | 306              |
| 292                      | Саратов                  | (нет)                    | Як-1                   | 1937                | 5383             | 83               | 501               | 68               |
| 301                      | Москва                   | Гудков                   | Як-7                   | 1937                | 2864             | 38               | 348               | 79               |
| 387                      | Ленинград                | (нет)                    | У-2                    | 1940                | 1360             | 23               | 276               | 35               |
| 600                      | Урумчи (Китай)           | (нет)                    | И-16                   | 1940                | 167              | 5                | 30                | 29               |
| 83                       | Хабаровск                | (нет)                    |                        | (пуск)              | 100              | 20               | 921               | 69               |
| 116                      | Уссурийск                | (нет)                    | УТ-2                   | (пуск)              | 100              | 23               | 802               | 136              |
| 463                      | Таллин                   | Горбунов                 | ЛаГГ-3                 | (1941.12)           | 60               | 88               | 2263              | 130              |
| 465                      | Каунас                   | Антонов                  | Як-7                   | (1941.12)           | —                | 5                | —                 | 40               |
| 464                      | Рига                     | Пашинин                  | Як-7УТИ                | (1942.03)           | —                | 12               | —                 | 120              |
| 165                      | Днепропетровск           | Яценко                   | ЛаГГ-3                 | (1942.03)           | 162              | 29               | 1180              | 130              |
| 19 авиазаводов           | 19 авиазаводов           | 19 авиазаводов           | ЛаГГ — 6 Як — 6 Су — 2 | 13 заводов работает | всего (среднее)  | всего (среднее)  | всего (среднее)   | всего (среднее)  |
| 19 авиазаводов           | 19 авиазаводов           | 19 авиазаводов           | ЛаГГ — 6 Як — 6 Су — 2 | 13 заводов работает | 57887 (3405)     | 993 (52)         | 11664 (686)       | 1833 (96)        |
| «Оборонпром» С. Тихонова | «Оборонпром» С. Тихонова | «Оборонпром» С. Тихонова | сводка                 | данные М. Мухина    | данные М. Мухина | данные М. Мухина | данные М. Мухина  | данные М. Мухина |

### Служба вЛондоне
Затем Пашинин служил военным специалистом в Торгпредстве СССР в Лондоне. Осенью 1945 года в звании инженер-подполковник он награждён орденом Красной звезды.
Вместе с Микояном и Климовым участвовал в знаменитой закупке лицензий на турбореактивные двигатели фирмы Rolls-Royce Derwent и Nene.
После войны Пашинин некоторое время служил в Бюро новой техники (БНТ ЦАГИ), где изучали конструкции иностранных самолётов, составляли их описания и сравнивали с отечественными самолётами. По большей части, на основе немецких материалов, которые там и переводились. Пашинин написал брошюру о британских реактивных истребителях.

### Завод № 82
29 марта 1946 года приказом № 176а при заводе №82 образовано ОКБ-82 на основе СКО (серийного конструкторского отдела) для разработки и внедрения в серию троллейбуса МТБ-82. А самолётостроительное ОКБ по приказу МАП № 564 от 21 августа 1946 года при 7-м (агрегатном) Главном управлении МАП. ОКБ-82 возглавил главный конструктор Пашинин. К 1947 году туда перевелось много специалистов из Куйбышева (с завода № 1 МАП, куда в 1941 году эвакуировался рижский завод № 464, на который они с Пашининым попали из Горького).
С-82 — двухместный винтореактивный истребитель сопровождения
11 марта 1947 года постановлением СМ СССР Пашинину поручили спроектировать и построить к 1948 году двухместный истребитель сопровождения с дальностью полёта 3200—4200 км. Винтореактивный истребитель назвали С-82. Предполагалось на него установить два разных двигателя:
- поршневой звездообразный мотор АШ-73 2ТК А. Д. Швецова и турбореактивный двигатель ТР-1 А. М. Люльки либо
- турбовинтовой двигатель Э-3081 В. В. Уварова и турбореактивный двигатель ТР-2 Люльки.

Изготовление истребителя до 1948 года, когда и от этого проекта отказались, тему закрыли.
21 июня 1948 года ОКБ ликвидировано по приказу МАП № 440сс. Часть площадей и состава ОКБ-82 передана организованному там ОКБ-4, главный конструктор вертолёта Ми-1 М. Л. Миль, а остальные — СКО завода, во главе с Пашининым. Завод в ту пору, кроме троллейбусов и прочего, переходил от производства Як-9У на бомбардировщики Ту-2, их строили там до 1951 года. В 1951 году ОКБ Миля покинуло завод.
Зенитные управляемые ракеты для ЗРК С-25
В январе 1954 года на основе СКО вновь создано КБ-82 МАП (ОКБ-82 МосгорСНХ, МКБ «Буревестник») для внедрения в производство и совершенствования первого принятого на вооружение в СССР семейства ЗУР конструктора С. А. Лавочкина В-300 или изделие «205». Главным конструктором КБ назначен Пашинин. В 1954—1955 годах организовано серийное производство ракет «205» и новой «207А».
При передаче завода в систему МОП из 6-го (тяжёлые самолёты и вертолёты) Главного управления МАП КБ расформировано. Часть его состава перешла СКО завода, а другая — переведена в ОКБ-301 тогда ещё главного конструктора С. А. Лавочкина. Но для доработок ЗУР «205» и «207А» в августе 1955 года КБ завода № 82 МОП восстановлено как подразделение ОКБ-301. В 1955—1956 годах в КБ разработан проект ракеты изделие «215» и она внедрена в серийное производство. Руководил проектами Пашинин.

### Завод № 301
В 1956 году М. М. Пашинин стал заместителем генерального конструктора Лавочкина в ОКБ-301, а после внезапной смерти Лавочкина на испытаниях ЗРК «Даль» в 1960 году, возглавил ОКБ до 1963 года. После назначения Пашинина ОКБ покинула группа конструкторов во главе со вторым бывшим заместителем Лавочкина Н. С. Черняковым, чтобы недолго продолжать свою тему «Буря» в ОКБ-52 под началом В. Н. Челомея (который, как известно, пользовался до осени 1964 года мощной поддержкой Н. С. Хрущёва).
ЗРК «Даль»
В конце 1960 года Пашинин продолжил разработку БЛА Ла-17М, а главное, ЗРК «Даль» — схожего по возможностям с внедрённым в США и Канаде с 1949 по 1960 годы дальним ЗРК с самонаведением Boeing Bomarc. Дальность применения ЗУР — 300 км, высота — до 35 км, активное радиолокационное наведение ракеты. В СССР разработку схожих систем поручили ОКБ:
1. ОКБ-301 С. М. Лавочкина и М. М. Пашинина, жидкостная ракета В-400, 1955–1962 годы
2. ОКБ-155 А. И. Микояна, прямоточная ракета РМ-500 для ЗРК С-500, 1958–1961 годы
3. ОКБ-52 В. Н. Челомея, твердотопливная ракета РЧ-500 для ЗРК С-500, 1959–1960 годы
4. ОКБ-156 А. Н. Туполева, прямоточная ракета Ту-131 для ЗРК С-500, 1959–1960 годы

По поручению ЦК КПСС председатель ВПК Д. Ф. Устинов исследовал положение с задержками разработки единственного уже проекта самонаводящегося ЗРК. На заседании ВПК 26 июля 1961 года он снял с должности главного конструктора вычислительной системы комплекса, а М. М. Пашинина повысил до генерального конструктора систем «Даль» и «Даль-М», отмечая тем самым, очевидно, что разработчики ракеты и пусковой из ОКБ-301 не задерживали внедрение ЗРК и то, что работы тут успешнее всех соперников. Но в декабре 1962 года работы прекращены, уступив менее продвинутому полуактивному ЗРК С-200 ОКБ-2 П. Д. Грушина место в системе вооружения.
Сверхзвуковая крылатая ракета Х-31
В конце 1962 года генеральный конструктор М. М. Пашинин получил задание на разработку двух проектов ракет для начатого в ОКБ Сухого проекта сверхзвукового ударного ракетоносца Т-4 ОКБ Сухого.
1. Сверхзвуковую крылатую ракету с обозначением Х-31: дальность применения 1500—2500 км. Плановый срок начала заводских лётных испытаний — первый квартал 1965 года.
2. Эскизный проект запускаемой с Т-4 баллистической ракеты ХБ-32. К январю 1965 года.

Важно, что разработку Т-4, а также соперничающего проекта сверхзвуковой ракеты Х-30 для него (с меньшей дальностью — 400—500 км), возглавил главный конструктор Наум Семёнович Черняков. Разработка всех трёх проектов ракет для Т-4 вскоре прекращена, их заменил проект твердотопливной ракеты Х-33 ОКБ Сухого, который тоже не стал удачным.
В мае 1963 года Пашинина, которому исполнилось только 60 лет, тихо отправляют на пенсию. Преемником стал назначенный в 1960 году Пашининым себе в заместители Г. Н. Бабакин, в скором времени — прославленный создатель космических автоматических аппаратов. Предприятие расчленяют на КБ и завод с их переподчинением обратно МАП в состав ОКБ-52 могучего до поры В. Н. Челомея.
Похоронен в Москве на Головинском кладбище.